# Valery Ndongo
Valery Ndongo, de son vrai nom Ndongo Ndongo Valery Michel Narcisse, né le 4 janvier 1980 à Obala au Cameroun, est un humoriste, ⁣comédien et metteur en scène camerounais,.

## Biographie
Valery Ndongo est né en janvier 1980 à Obala. Il commence sa carrière artistique en tant que poète avant de se lancer dans le spectacle et le Stand up. Il écrit son premier spectacle d'humour en 2003 et le présente en janvier 2004. Le spectacle est intitulé L’Histoire d’Obegue. Par la suite, il met sur pied le Stand Up Night Show, le tout premier rendez-vous humoristique du pays qu'il anime avec Major Assé pendant une dizaine d'années,.
En 2007, il écrit et met en scène son second spectacle intitulé Sè pas koi jouer. La même année, il joue dans deux longs métrages camerounais, notamment Les Blessures inguérissables d’Hélène Ebah et Les Silences du cœur de Narcisse Mbarga.
En 2010, il est lauréat d’une bourse du programme Visa pour la création de CulturesFrance, et  fait une résidence d’écriture et de création au Mali et à Paris. La même année, il se produit sur la scène de l'émission Ticket pour le soleil animé par Booder sur France Ô.
En 2016, il sort le livre Le dictionnaire du Camfranglais, un ouvrage qui a pour but d'expliquer et de documenter la langue Camfranglais,.
En 2022, il écrit la série Kongossa Lounge, qui sort en décembre 2022 sur Canal Plus,,.

### Spectacles
- 2004: L’Histoire d’Obegue
- 2007: Sè pas koi jouer
- 2009: Black, James Black! Acteur, pas comédien
- 2010: Bienvenue O Kwat
- 2013: Voir Paris et mourir jeune
- 2016: L’appel du peuple

### Films
- 2007: Les Blessures inguérissables d’Hélène Ebah
- 2007: Les Silences du cœur de Narcisse Mbarga

### Séries TV
- 2022: Kongosa Lounge